# Gura Văii (okręg Bacău)
Gura Văii – wieś w Rumunii, w okręgu Bacău, w gminie Gura Văii. W 2011 roku liczyła 1785 mieszkańców.